# Agromyza varifrons
Agromyza varifrons este o specie de muște din genul Agromyza, familia Agromyzidae, descrisă de Daniel William Coquillett în anul 1902. Conform Catalogue of Life specia Agromyza varifrons nu are subspecii cunoscute.